# McLain Ward
McLain Ward, född den 17 oktober 1975 i Mount Kisco, New York, är en amerikansk ryttare.
Han tog OS-guld i lagtävlingen i hoppning i samband med de olympiska ridsporttävlingarna 2008 i Peking. Vid OS 2024 tog han silver med det amerikanska laget.